# Wereldkampioenschap voetbal 2006 (kwartfinale) Duitsland - Argentinië
Deze pagina is een subpagina van het artikel wereldkampioenschap voetbal 2006. Hierin wordt de wedstrijd in de kwartfinale tussen Duitsland en Argentinië gespeeld op 30 juni nader uitgelicht.

## Wedstrijdgegevens
| Datum                | 30 juni 2006              | 30 juni 2006              |
| Stadion              | Olympiastadion, Berlijn   | Olympiastadion, Berlijn   |
| Toeschouwers         | 72.000                    | 72.000                    |
| Scheidsrechter       | Ľuboš Micheľ              | Ľuboš Micheľ              |
| Assistenten          | Roman Slysko Martin Balko | Roman Slysko Martin Balko |
| Vierde man           | Massimo Busacca           | Massimo Busacca           |
| Man van de wedstrijd | Michael Ballack           | Michael Ballack           |
|                      | Duitsland                 | Argentinië                |
| Doelpunten           | 1                         | 1                         |
| Gele kaarten         | 3                         | 4                         |
| Rode kaarten         | 0                         | 0                         |
| Wissels              | 3                         | 3                         |
| Schoten op doel      | 5                         | 5                         |
| Schoten naast doel   | 10                        | 12                        |
| Overtredingen        | 23                        | 32                        |
| Hoekschoppen         | 4                         | 6                         |
| Buitenspel           | 3                         | 3                         |
| Strafschoppen        | 0 (4)                     | 0 (4)                     |
| Balbezit (tijd)      | 27 min                    | 38 min                    |
| Balbezit (%)         | 42%                       | 58%                       |

| Duitsland | 1 – 1               | Argentinië |
| Miroslav Klose 80' | goals (assist)      | 49' Roberto Ayala |
| Oliver Neuville Michael Ballack Lukas Podolski Tim Borowski | strafschoppen 4 – 2 | Julio Cruz Roberto Ayala Maxi Rodríguez Esteban Cambiasso |
| Jürgen Klinsmann | bondscoach          | José Pékerman |
| Jens Lehmann Arne Friedrich Torsten Frings Miroslav Klose 86' Michael Ballack Philipp Lahm Per Mertesacker Bastian Schweinsteiger 74' Lukas Podolski Christoph Metzelder Bernd Schneider 62' | opstellingen        | 71' Roberto Abbondanzieri Roberto Ayala Juan Sorin Fabricio Coloccini 72' Juan Riquelme Gabriel Heinze Javier Mascherano Carlos Tévez Maxi Rodríguez 79' Hernan Crespo Luis González |
| David Odonkor 62' Tim Borowski 74' Oliver Neuville 86' | wissels             | 71' Leonardo Franco 72' Esteban Cambiasso 79' Julio Cruz |
| Lukas Podolski 3' David Odonkor 94' Arne Friedrich 114' | gele kaarten        | 46' Juan Sorin 60' Javier Mascherano 88' Maxi Rodríguez 95' Julio Cruz |
| | rode kaarten        | |

## Nabeschouwing
Na de wedstrijd ontstond er nog wat ruzie. Dit zou waarschijnlijk veroorzaakt zijn door Tim Borowski die een gebaar maakte naar de Argentijnen toen hij zijn penalty benutte. Toen Esteban Cambiasso zijn penalty miste ontstond er dus ruzie. Hiervoor heeft de reservespeler Cufre van Argentinië rood gekregen.

## Overzicht van wedstrijden
| Groepswedstrijden | | | |
| Groep A | Groep B | Groep C | Groep D |
| Duitsland - Costa Rica Polen - Ecuador Duitsland - Polen Ecuador - Costa Rica Ecuador - Duitsland Costa Rica - Polen             | Engeland - Paraguay Trinidad en Tobago - Zweden Engeland - Trinidad en Tobago Zweden - Paraguay Zweden - Engeland Paraguay - Trinidad en Tobago | Argentinië - Ivoorkust Servië en Montenegro - Nederland Argentinië - Servië en Montenegro Nederland - Ivoorkust Nederland - Argentinië Ivoorkust - Servië en Montenegro | Mexico - Iran Angola - Portugal Mexico - Angola Portugal - Iran Portugal - Mexico Iran - Angola                               |
| Groep E | Groep F | Groep G | Groep H |
| Italië - Ghana Verenigde Staten - Tsjechië Italië - Verenigde Staten Tsjechië - Ghana Tsjechië - Italië Ghana - Verenigde Staten | Australië - Japan Brazilië - Kroatië Brazilië - Australië Japan - Kroatië Japan - Brazilië Kroatië - Australië                                  | Frankrijk - Zwitserland Zuid-Korea - Togo Frankrijk - Zuid-Korea Togo - Zwitserland Togo - Frankrijk Zwitserland - Zuid-Korea                                           | Spanje - Oekraïne Tunesië - Saoedi-Arabië Spanje - Tunesië Saoedi-Arabië - Oekraïne Saoedi-Arabië - Spanje Oekraïne - Tunesië |
| Achtste finales | | | |
| Duitsland - Zweden Argentinië - Mexico                                                                                           | Italië - Australië Zwitserland - Oekraïne | Engeland - Ecuador Portugal - Nederland | Brazilië - Ghana Spanje - Frankrijk                                                                                           |
| Kwartfinales | | | |
| Duitsland - Argentinië | Italië - Oekraïne | Engeland - Portugal | Brazilië - Frankrijk |
| Halve finales | | | |
| Duitsland - Italië | Duitsland - Italië | Portugal - Frankrijk | Portugal - Frankrijk |
| Troostfinale | | | |
| Duitsland - Portugal | | | |
| Finale | | | |
| Italië - Frankrijk | | | |